# Auzia
Auzia, actuelle Sour El Ghozlane, est une ancienne ville antique située dans le centre de l'actuelle Algérie.

## Histoire
Auzia est fréquemment mentionnée par les auteurs anciens,. Josèphe, dans ses antiquités judaïques, fait référence, selon Ménandre, à une ville appelée Auza ; Ptolémée l'appelle Auzéa, Auzougûia, ou Auzina (Auxia) ; l'itinéraire d'Antonin mentionne Auza. Tacite, dans ses Annales, désigne Auzea comme un « castellum semiruptum, vastis circum sallibus clausum »,
Auzia occupait une position stratégique importante dans la partie orientale de la Maurétanie césarienne, caractérisée par des reliefs marqués et une altitude notable, et toujours couverte d'une dense forêt. La ville se trouvait sur un plateau disséqué, bordé par deux oueds et encaissé entre deux chaînons montagneux du Titteri. Auzia, nichée au cœur de ces collines, contrôlait une des voies vers les hautes plaines entre le Sersou et le Hodna, vers le sud. Un des deux oueds qui coulent près de la ville, l'Oued Lekhal, se jette dans l'oued Sahel, qui se prolonge jusqu'à la mer par la Soummam. Auzia se trouvait sur l'une des rares routes naturelles reliant la mer à la steppe. L'importance stratégique du site dépassait probablement sa valeur économique, voire agricole.
Auzia fut une cité importante de la Maurétanie césarienne,, située au bord d'une vaste plaine fertile et bien exploitée dans l'Antiquité, abondante en pâturages, sources et oliviers. Au siècle dernier, la plaine environnante était parsemée de bazinas et de vestiges protohistoriques,, parmi lesquels certains pouvaient remonter à l'époque romaine, voire postérieure. Bien que les traces numides dans la région soient minces, quelques pièces de monnaie ont été découvertes aux environs de Bouira et de Sour el Ghozlane.

Auzia parmi les villes romaines d'Algérie

Le site commandait un point stratégique remarquable, étant le nœud de toutes les communications dans l'Est de la Maurétanie. D'Auzia, on pouvait aisément rejoindre à l'ouest le Chélif (par Rapidum), au nord Rusguniae, au nord-est Saldae par la vallée de la Soummam, à l'est Sétif, au sud-est Zabi par Tatilti et Aras, ou encore au sud Aïn Grimidi et le limes sévérien. Y placer une garnison importante permettait de contrôler à la fois le Djurdjura, les Bibans et le Titteri ainsi que leurs redoutables populations. La série numismatique est continue à partir de Juba II ; on peut en conclure qu'Auzia fut à l'origine une ville maurétanienne d'une certaine importance. En 24 après J.-C., Tacfarinas fut tué près d'un castellum Auzea, à demi ruiné, entouré de forêts, qui paraît maintenant pouvoir être identifié à Auzia,. Une présence romaine dès l'annexion de la province en 40 après J.-C. est envisageable.
La série numismatique devient plus fournie sous Domitien. Un trésor fut enfoui à la même époque. Le règne de Domitien a probablement vu une intensification de la pression romaine, pression qui déclencha sans doute une révolte maurétanienne bien attestée avant 86.
Le nom d'Auzia est attesté dans l'épigraphie pour la première fois sur un milliaire daté de 124 trouvé à Rapidum; toutefois, une forte implantation militaire romaine à Auzia est probablement un peu antérieure. En effet, Rapidum a été promue municipe en 122, et il est peu probable qu'une simple étape ait été occupée avant la ville principale de la région. Il existe d'ailleurs sur le site même plusieurs indices dans ce sens
Après cette promotion municipale, probablement située au début du règne d'Hadrien, Auzia franchit un deuxième échelon pour devenir une colonie Septimia Aurelia, correspondant aux années 119 à 211. Il reste cependant difficile de déterminer s'il s'agissait d'une simple colonie honorifique ou d'une déduction véritable. Auzia devint le lieu de garnison de la Cohors la Aelia Singularium. Ceci attira une population civile, concubines, enfants, commerçants et vivandiers. Probablement sous Marc Aurèle, et avant 176, cette agglomération obtint le statut de municipe de droit latin, car la série des prénoms et des gentilices montre par la suite une ascension continue des notables à la citoyenneté romaine.
La prospérité croissante connut des alertes. En 184, sous Commode, on procéda dans la campagne voisine à la construction et à la restauration de turres destinées à assurer la sécurité des habitants de la province. De nombreuses inscriptions de la fin du IIe siècle au début du IVe siècle permettent de dresser une vue saisissante de l'organisation de la vie municipale, dans laquelle chevaliers et anciens militaires jouaient un grand rôle.
En 197, les habitants d'Auzia élevèrent une dédicace au procurateur de Césarienne C. Octavius Pudens. Après un "recensement" de la province en 198, le territoire romain s'agrandit avec la création d'une nova praetentura au sud du Titteri. À cette occasion, Auzia fut élevée au rang de colonie grâce au même procurateur, auquel la ville garda une reconnaissance signalée. Elle prit le nom de Colonia Septimia Aurelia Auziensium.
Contrairement à la petite bourgade de Rapidum, qui fut évacuée par la troupe, Auzia conserva sa garnison, la cohors I Aelia singularium, qui fut même renforcée dès avant 227 par des pedites et équités Mauri, une vexillatio equitum maurorum. En effet, même si elle n'était plus une ville frontière, la ville présentait toujours un intérêt stratégique important dans la répression des tribus qui habitaient à l'intérieur du limes, notamment les Quinquegentanei, habitants du massif de Grande Kabylie. Au IIIe siècle, les tensions se sont intensifiées avec les montagnards maures, qui se sont rebellés à plusieurs reprises, probablement en réponse à l'accroissement de la pression romaine,. L'épigraphie reflète ces tensions, avec T. Licinius Hiérocles rassemblant les troupes des provinces de Maurétanie et de Numidie vers 220 pour vaincre une faction sous les murs de la ville ; en 247, un enfant ou un jeune homme fut tué par des barbares ; tandis qu'en 254, un décurion de l'aile des Thraces célébra une victoire contre les barbares et les Jusos etc.. À la même époque, un trésor fut enfoui, signe d'une grave crise, à Aïn Bessem. Entre 253 et 256, fut célébrée la défaite des insurgés de la région, les Fraxinenses.
Malgré les difficultés, la vie urbaine subsistait. Les nécropoles ont livré une série continue d'inscriptions funéraires datées entre 224 et 270. La dernière est datée de 269 à Auzia et de 270 à Aïn Bessem. Un hiatus de 20 ans dans l'épigraphie locale est l'un des indices qui permettent de restituer des troubles sous Aurélien et/ou Probus. Ces troubles amenèrent la destruction de Rapidum sa voisine, et l'abandon de ce site pendant une vingtaine d'années. En 290, on reconstruisit à Auzia un pont détruit par la guerre. Malgré les victoires dont se targuait le praeses de Césarienne, Aurelius Litua, entre 290 et 293, les Quinquegentanei étaient tellement menaçants que l'empereur Maximien en personne dut venir les réduire avec des troupes nombreuses en 297. Peu d'années plus tard, la ville devint le siège d'un limes, confié à un praepositus limitis Audiensis ; le premier est attesté à Auzia même par une inscription datée de 301. La reprise en main militaire se doubla d'un renouveau de la société civile. Des inscriptions furent à nouveau datées de l'ère provinciale. On en compte neuf entre 290 et 312. La vie urbaine connut un renouveau sous les deux tétrarchies puis sous Constantin, ainsi qu'en témoignent l'épigraphie et le décor de demeures privées dont le sol était orné de mosaïques de qualité, semblables à celle dont il sera question plus bas.
La renaissance eut vite ses limites. Les circonstances redevinrent difficiles. Vers 337-340, la province de Maurétanie césarienne fut secouée par des révoltes indigènes comme «l'insurrection de 253 » ou la «guerre de Firmus », attestée un peu partout. La révolte dirigée par Firmus contre le gouverneur Romanus vers 365 a mis en avant l'importance d'Auzia comme centre névralgique. Théodose, envoyé pour réprimer l'insurrection, a affronté Firmus à plusieurs reprises à Auzia, la première fois subissant une défaite avant de reconquérir la ville. Malgré des revers temporaires, Auzia est restée au centre des enjeux militaires jusqu'à la conclusion de la guerre dans la Maurétanie sétifienne. L'utilisation du terme "castellum" suggère un déclin de la vie civile au profit d'une fonction militaire, conforme au rôle central de la ville comme centre d'un limes selon la Notitia dignitatum. On pourrait être tenté de lui relier l'abandon probable de Rapidum, révélé par le silence de la numismatique locale. La prospérité et la vie urbaine d'Auzia semblent en avoir souffert durablement.
Aucun évêque à Auzia n'est connu avec certitude. Bien qu'on ait suggéré la présence d'un Donatus episcopus Buzensis lors de la Conférence de Carthage de 411, cette hypothèse est contestée. Les découvertes archéologiques à Auzia même ne confirment pas de manière concluante une présence chrétienne ; des preuves se trouvent principalement dans les zones rurales. En possible contradiction avec ce qui vient d'être écrit, le diocèse d'Auzia a été officiellement rétabli en 1594 en tant qu'évêché titulaire catholique latin de rang inférieur (épiscopal). Il a eu de nombreux titulaires - tous épiscopaux - jusqu'à sa suppression en 1913. Il a été restauré en 1933 et, depuis, il a été presque continuellement rempli, à nouveau par des titulaires de rang épiscopal.
La réoccupation byzantine, confinée au nord à des escales sur la côte maurétanienne, fut plus significative dans le sud, s'étendant du sud de la Numidie jusqu'au Hodna, avec l'occupation de M'Sila et Zabi Iustiniana. M'Sila (MSila) se trouve à seulement 100 km de la région d'Auzia, suscitant des interrogations sur le possible aménagement du "fort hexagonal",, situé à une vingtaine de kilomètres au nord d'auzia.
Auzia fut abandonnée à une date inconnue et ses ruines furent nommées Sour el Ghozlane (mur des gazelles), attesté dès le XIIe siècle. Surmontées d'un petit bordj turc tardif, elles restèrent intactes jusqu'en 1847, année de l'installation d'une garnison française. Depuis lors, la ville moderne a recouvert la cité antique, dont il ne reste presque rien en élévation. Seules les archives permettent partiellement de pallier cette destruction.

## Description du site
Auzia se trouve à 875 m d'altitude, dans un creux entre deux contreforts du Titteri. La ville antique occupait un long plateau formant éperon barré au confluent de deux oueds descendus du Djebel Dira, qui culmine à 1 810 m.
L'espace disponible était grossièrement triangulaire, avec une longueur d'environ 1 000 m, une largeur de 400 m au sud et un angle assez aigu au nord. Quatre plans du site échelonnés dans le temps permettent de restituer le plan de la ville antique et de retracer sa disparition progressive sous la ville moderne. L'emplacement choisi par les Romains pour établir Auzia était stratégiquement optimal. Situé au pied du mont Dira, culminant à 1 810 mètres d'altitude et abritant une tour de défense, il contrôlait le passage vers le sud et surveillait la région de Kabylie au nord et à l'est. Même la zone à l'ouest, cachée par les montagnes des Oulad-Ferhat et Ouladbou-Arif, n'a pas été négligée par les Romains, qui ont pris soin d'ériger plusieurs tours le long de la voie séparant Rapidi d'Auzia, démontrant ainsi leur vision stratégique en matière de fortifications militaires.
Un plan de 1843 donne un précieux état de la ville antique telle que la découvrirent les militaires français, forêt de harpes verticales et de pierres de taille éparses, dominée par les ruines du bordj turc, encore entourée en partie de son enceinte antique. Il indique quatre portes, au nord, à l'ouest, vers l'angle sud-ouest et à l'est, à proximité de l'oued Lekhal. Cette indication cartographique est confirmée par les textes de De Caussade. De chacune de ces portes partaient des rues, esquissées sur le plan de 1843. Dans la ville, on reconnaissait le plan de maisons entières.
Autant qu'on puisse en juger sur des plans à petite échelle et assez approximatifs, la muraille devait mesurer environ 1 200 m de pourtour. En 1843, la description suivante a été donnée

« L'enceinte se composait d'un mur formé de huit assises de belles pierres de taille superposées sans emploi de ciment. Cependant, les pierres des assises inférieures paraissent avoir été jointes par des liens de métal, dont il ne reste plus aucun vestige. L'ensemble de cette muraille dessine une chaîne de tours carrées, ou plutôt de moitiés de tours, de quatre mètres de face, jointes par des courtines de vingt et un mètres. Elle existe encore sur presque tout le pourtour de la ville, s'élevant parfois à un ou deux mètres. Un fragment, qui a conservé toute sa hauteur, atteint environ cinq mètres »

 .Dans d'autres notes de même date on indiquait que

« cette muraille, épaisse de 0,68 m, dessinait une chaîne de tours rectangulaires, de quatre mètres de long, ouvertes à l'intérieur et jointes par des courtines de vingt et un mètres. La régularité de cette disposition, la beauté et l'uniformité des blocs de pierre dont la muraille était construite donnent une grande idée de ce travail. Ces pierres rectangulaires sont disposées par assises de 0,62 m ou de 0,78 m de hauteur; leur longueur varie de 0,68 à 1,36 mètres. Elles sont superposées sans emploi de ciment, mais les pierres des assises inférieures étaient jointes par des liens de métal dont il ne reste aucun vestige  »

Gsell a noté que l'enceinte enfermait un espace d'une largeur de 300 à 400 m de large sur une longueur de 800 m environ. Lisant un autre plan levé en 1847, on distingue deux parties :

« La première partie au sud et à l'ouest était composée de vingt-deux bastions dont deux de faibles dimensions et un redan, la seconde à l'est ne comprenait que six bastions ; tous, sauf les deux petits, avaient dix mètres de côté, dix mètres de front, et couvraient avec les courtines pour la première portion une longueur de 660 et pour la deuxième de 220 mètres »

 En 1912, on pouvais encore voir des vestiges de l'enceinte, et notamment un bastion de 10 mètres de côté.
Le trait le plus frappant de cette enceinte est le nombre des bastions, probablement plus de 70, multiplication qui est telle qu'elle n'entre dans aucune classification moderne des fortifications urbaines antiques, ce qui pose un problème de datation. Pour Gsell, « il ne serait pas impossible qu'elle fut d'assez basse époque ». L'examen des plans de la ville antique et la découverte des dessins de De Caussade amènent à prendre une position différente. Les dessins sont très clairs : la muraille était constituée de grands blocs soigneusement assemblés. On n'y a jamais signalé aucun remploi : pas la moindre inscription, par le moindre bloc mouluré. Laporte se demande s'il ne s'agirait pas d'une muraille plus ancienne, datant, pourquoi pas, du premier siècle après J.-C. ou du début du second siècle.

### Destin du site durant le colonisation française
La place forte d'Auzia avait été jugée importante dans l'Antiquité, comme en témoignent les vestiges de voies romaines. Sous la domination byzantine, les matériaux du Capitole ont été réutilisés pour renforcer les remparts, et le site présentait d'abondantes ruines au XVIIIe siècle. En 1843, une expédition militaire française a exploré ces ruines et a découvert de nombreux sites potentiellement utiles, notamment un fort turc délabré construit à partir d'antiquités. Bien que les vestiges de ce site soient impressionnants, le fort turc s'est avéré inadapté à une utilisation permanente. Érigé à partir de spolia, il est resté debout jusqu'en 1840, date à laquelle il a été détruit pour faire place à une école. Des portions de murs anciens et une frise sculptée restent visibles en 1843.
Les Français identifient clairement l'importance stratégique du site pour le contrôle de la zone entre Médéa et Sétif. Ce n'est pourtant qu'en 1846 que le gouvernement se résout à établir un poste militaire permanent sur les ruines d'Auzia et de Sour-Ghozlane. Elle sera rebaptisée Aumale, du nom du gouverneur général à partir de 1847. Les officiers français s'affairent à trouver et couper des poutres en bois, ainsi qu'à déterrer et façonner des blocs de pierre, dont certains proviennent des abondantes ruines d'Auzia, ainsi que de ses environs. De sorte que, déjà en 1863, Berbrugger "croi[t] utile de faire remarquer dès à présent [q]ue les ruines d'Auzia étaient assez bien conservées, avant que la construction d'Aumale en eût effacé jusqu'aux moindres traces".
Un plan des ruines est dressé en 1846, soulignant l'utilité des murs :

« L'enceinte seule, quoique non entièrement épargnée, renferme encore cet amas de débris... dans une grande partie de son périmètre, elle s'élève en quelques points à deux ou trois mètres au-dessus du sol, traçant des lignes très irrégulières sur les bords d'une pente rapide.... La régularité de cette disposition, la beauté et l'uniformité des blocs de pierre avec lesquels le mur a été construit, donnent une grande impression de ce travail »

Les blocs, d'une hauteur de 62 à 78 cm et d'une longueur de 68 à 136 cm, ont été posés sans ciment mais avec des attaches métalliques et ont fait l'admiration du lieutenant auteur du rapport.
En 1855, le site est devenu le chef-lieu de la 3e subdivision militaire de la province d'Alger. Les ruines romaines avaient été recouvertes ou avaient disparu, fournissant des matériaux pour les constructions modernes, tandis que les environs offraient du calcaire pour les fours. Des matériaux ont été extraits des ruines voisines lors d'explorations, notamment à Rapidum, un ancien camp militaire de la cohorte sarde. En 1855, une équipe de 50 ouvriers dirigée par Berbrugger a découvert 30 inscriptions en quelques heures lors de fouilles dans cette localité. Les découvertes ultérieures ont été dispersées dans toute la région d'Aumale. Au cours du processus de construction, dans les années 1860, d'anciens cimetières ont été recouverts, et des prisonniers indigènes ont été employés pour aider à déblayer le site. À la fin des années 1870, des entrepreneurs extraient des blocs du site, peut-être pour les bâtiments publics de cette commune mixte, et des puits, des citernes et d'autres antiquités sont mis au jour.
Peu d'antiquités ont été préservées lors de la construction de la ville française, même les fours construits à partir de spolia provenant de la forteresse byzantine ont été démolis en 1867. Le Génie découvre par hasard une mosaïque de Léda et le Cygne dans le camp des spahis en 1853, que Berbrugger souhaite transporter à Alger. Le colonel Eix, commandant cette subdivision de 1885 à 1886, fait transporter par des soldats des antiquités sur l'Esplanade d'Isly, dont certaines sont intégrées dans un petit musée en 1912 - malheureusement trop tard, car " la plupart des monuments avaient été abandonnés ou détruits lors de la construction de la ville ". Des monuments de la région disparaissent également, comme dans le village français d'Aïn-Bessem, où l'ancien fort disparaît rapidement.

## Mosaïque des Saisons et des Néréides
La mosaïque des Saisons et des Néréïdes fut découverte le 14 juillet 1851. Mercier rapporte les conditions malheureuse de sa conservation jusqu'en 1862. Elle fut reproduite en couleurs et au trait. En 1852, les deux panneaux les mieux conservés, représentant l'un l'Hiver et l'autre une Néréide furent enlevés et donnés au Musée d'Alger Les quatre panneaux rectangulaires subsistants (dénommés A, B, C et D) sont décrits comme suit:
- Panneau A : Le panneau de l'Hiver, apparemment intact sur les deux dessins, présente quelques petits manques dans le personnage, avec le bras gauche réparé au ciment et des fentes dans le champ blanc. Selon Berbrugger, le personnage, vêtu uniquement d'une peau de panthère sur la tête et les épaules, porte un hoyau sur l'épaule droite et tient deux canards dans la main gauche, évoluant dans un marais entouré de joncs[77]. Les canards et les roseaux font allusion à l'humidité des mauvais jours, et le hoyau symbolise les travaux agricoles hivernaux.
- Panneau Β : Le panneau de la Néréide sur un monstre marin présente la Néréide assise sur un hippocampe, entourée de petits dauphins et de diverses plantes marines. Berbrugger décrit également la présence d'un génie de la mer tenant une lyre derrière Thétis. Cependant, l'enfant ailé représenté pourrait être simplement un Amour ou un Eros, plutôt qu'un génie de la mer. Le panneau semble avoir été largement restauré en 1854, avec des tesselles neuves visibles notamment dans la partie de l'Amour. Certaines parties telles que le bas de la lyre, de l'Amour, de la draperie de la Néréide, ainsi que des parties du monstre marin et du dauphin ont été recomposées de manière assez maladroite.
- Panneau C : Ce panneau, illustrant une Néréide chevauchant un monstre marin, n'a malheureusement pas été préservé, mais devait présenter une longueur identique à celle du panneau B. À droite du panneau, une scène partiellement endommagée était située. Le visage et la poitrine d'un taureau étaient encore discernables, sur le dos duquel une femme était assise, dont seule la moitié inférieure du corps subsistait. En avant du taureau, un génie de la mer avançait, tenant un masque de Jupiter dans sa main. Des plantes aquatiques étaient visibles en arrière-plan de la mosaïque.
- Panneau D : Le tableau presque carré représentait une Néréide sur un monstre marin, selon Berbrugger. La Néréide, dont le nom n'est pas spécifié, était assise sur le dos du monstre marin, dont la partie antérieure avait disparu. Des herbes marines et un petit dauphin étaient également représentés. Le dessin du capitaine André montre que la partie droite du panneau était incomplète, laissant un espace pour la tête et le buste du monstre marin. La partie basse du corps de la Néréide était vêtue selon le dessin qui en avait été fait (voir plus haut).

Les quatre panneaux subsistants, situés dans la partie supérieure gauche du pavement, ne permettent pas, selon Laporte, de reconstituer avec certitude le plan complet de la mosaïque ni d'identifier quel type d'édifice elle pouvait orner. Dans l'hypothèse d'une restitution simple, la pièce aurait mesuré environ 6,25 m sur 3,75 m. Chaque angle aurait comporté la représentation d'une Saison sur un panneau pratiquement carré, tandis que les grands côtés auraient montré une série de deux panneaux rectangulaires, avec un seul sur ce qui aurait été le petit côté. Au centre, un panneau central de dimensions 2,52 m sur 1,16 m aurait été placé, dont le contenu est inconnu. Les trois panneaux subsistants montrent des éléments similaires dans des agencements variés : une Néréide au torse nu montée sur un monstre marin, accompagnée d'un amour tenant divers attributs. Les thèmes des Saisons et des Néréides étaient fréquents dans l'art antique, souvent associés à des sujets marins, conférant à l'ensemble une tonalité océanique. Une scène marine, telle qu'un triomphe de Neptune ou un Océan entouré de Néréides, pourrait être envisagée pour le tableau central.
Au vu du style des deux panneaux du musée d'Alger, la datation de cette mosaïque à la fin du IIIe siècle ou au début du IVe siècle est soutenue par Parrish et Wattel-de Croizant.

## Patrimoine

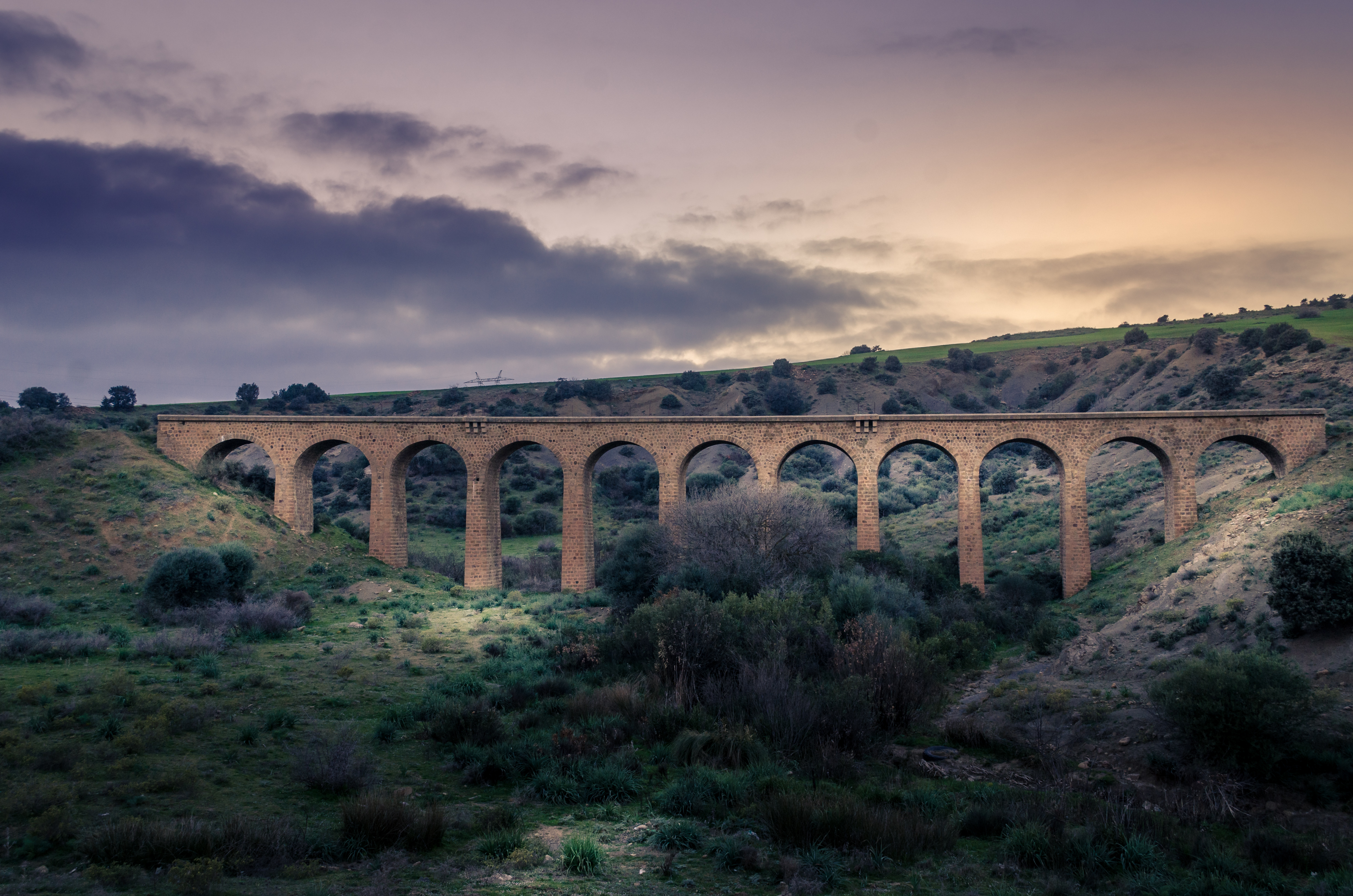
L'Aqueduc.^{[Est-ce vraiment l'aqueduc d'Auzia ? Voir page discussion]}

Auzia conserve de nombreux monuments antiques, dont un mur de fortification bien conservé à plusieurs endroits. Elle présente également trois portes principales d'accès, en croix latine : 
1. Porte Sud : elle se trouve à la limite sud de la ville, aussi appelé Bab-El-Gourt. Cet ouvrage public d'accès est en très bon état.
2. Porte principale : elle est orientée vers l’ouest, aussi appelée Bab-El-Sbitar. Elle constitue l'accès unique à la ville par l'ouest.
3. Porte -Est : c'est la porte secondaire de l'enceinte d'Auzia, appelée communément Bab-El-Cheuyir.

Le square de l'hôpital est également un espace disposant de plusieurs inscriptions latines sur de grosses pierres calcaires.

## Galerie

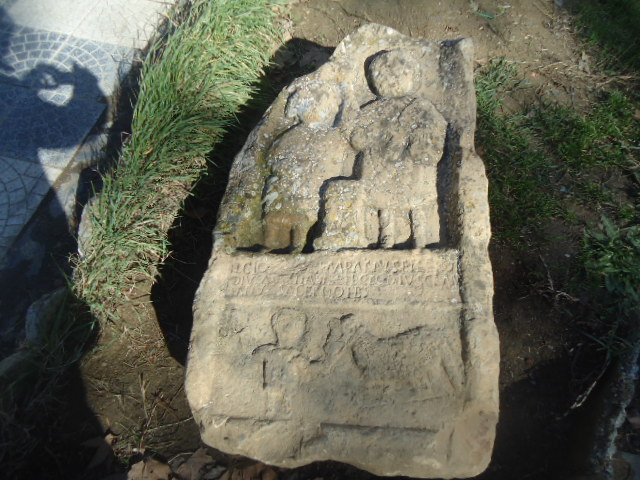
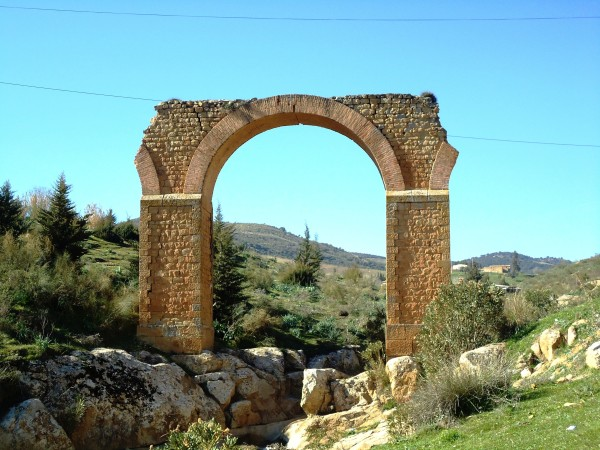
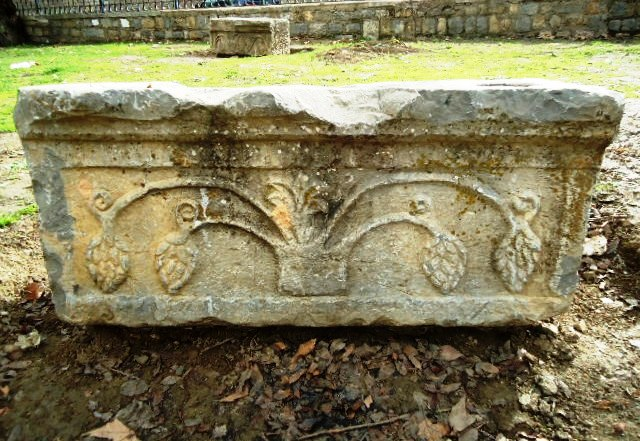
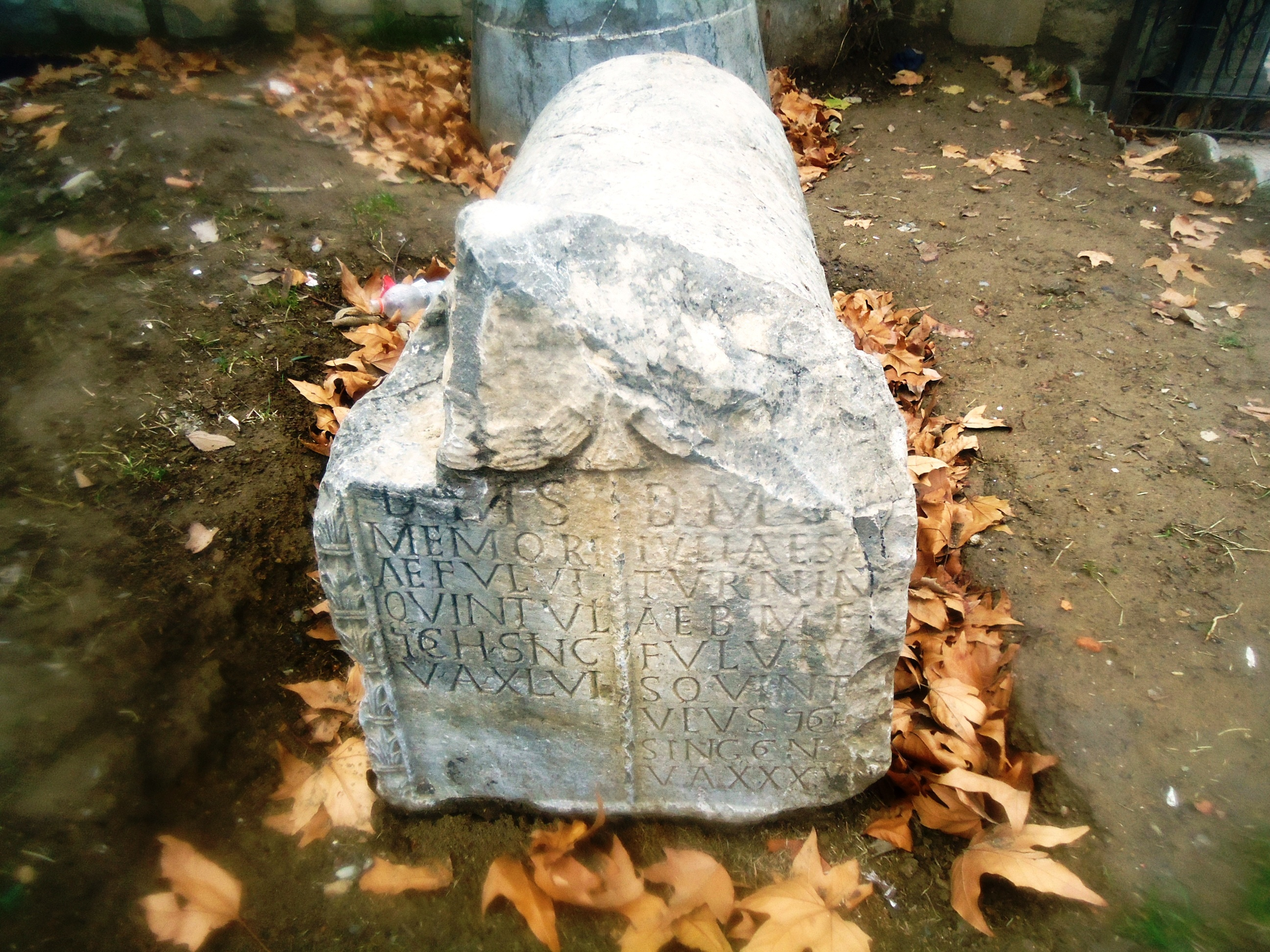
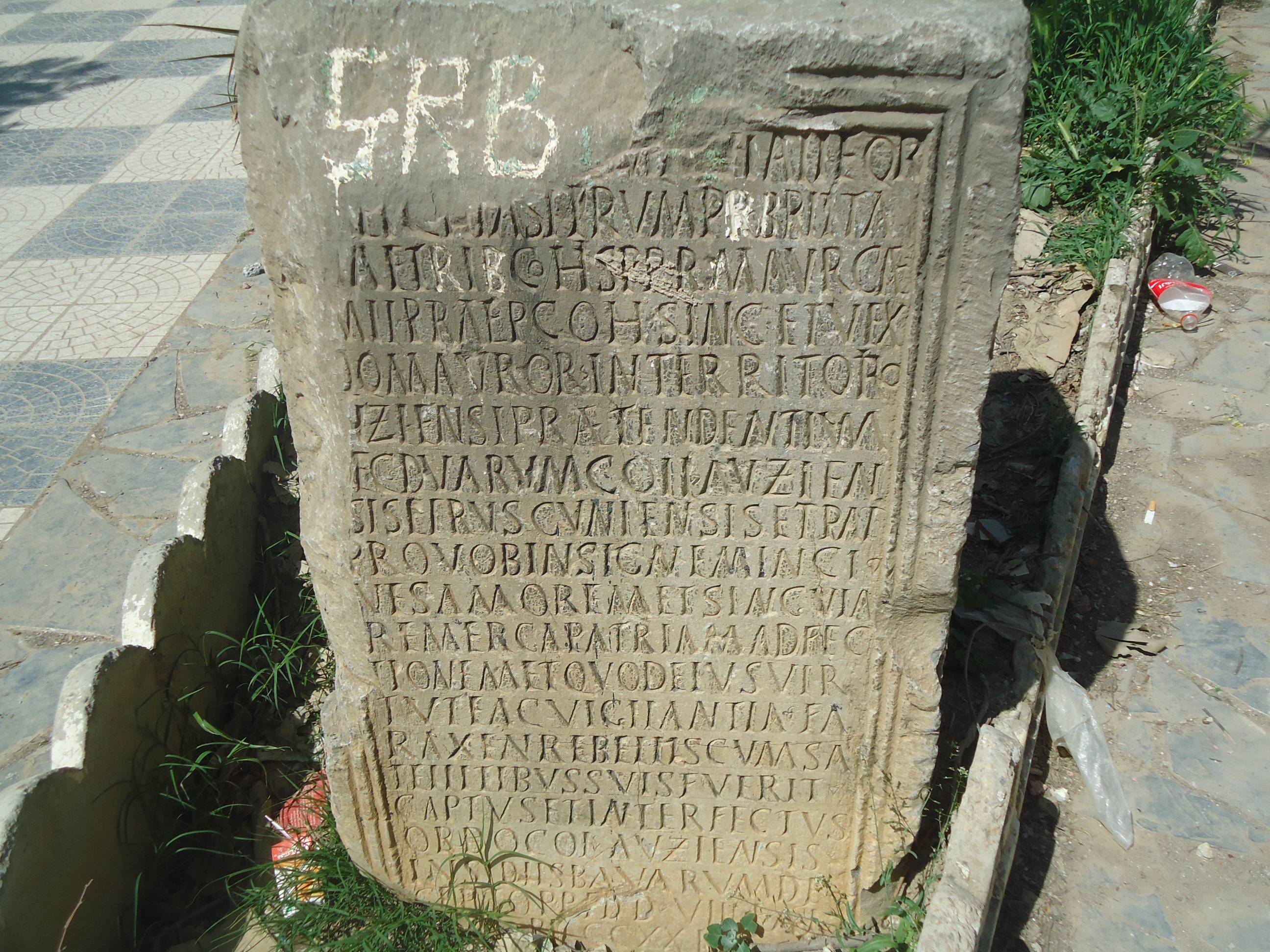